# Максим Сподирєв
Максим Сподирєв (29 грудня 1993 , Харків ) — український та польський фігурист, що виступає у танцях на льоду, учасник Олімпійський ігор 2018 та 2022 року.

## Життєпис
Максим Сподирєв народився у Харкові. Почав займатися фігурним катанням у п'ять років. У чотирнадцять років перейшов з одиночного катання у танці на льоду. Його партнеркою була Вероніка Шарапова. У 2011 році почав танцювати з Дариною Коротицькою, тренуючись у Галини Чурілової та Маріани Козлової.
У парі з Дариною Коротицькою виступав три роки. У сезоні 2012–13 їм вдалося виграти бронзову медаль чемпіонату України.
З сезону 2014–15 переїхав у Польщу та почав виступати у парі з Наталією Калішек. Новоутворена пара зуміла одразу стати чемпіонами Польщі. Окрім цього вони виграли Кубок Санта Клауса та бронзу домашнього турніру — Кубку Торуня. На дебютному чемпіонаті Європи посіли чотирнадцяти місце, а на чемпіонаті світу — двадцятьчетверте.
У наступномі сезоні у пари відбувся прогрес. Вони виграли Кубок Торуня, срібну медаль Відкритого чемпіонату Андори та Кубку Варшави, бронзову медаль турніру-челенджера «Мордовський орнамент». На чемпіонаті світу стали шістнадцятими, а на чемпіонаті Європи одинадцятими.
В олімпійський сезон 2017–18 регулярно виступали та ставали призерами змагань. Вони перемогли на Кубку Торуня та турнірі-челенджері «Tallinn Trophy». Також виграли бронзову медаль на Кубку Санта Клауса. У лютому виступили на Олімпійських іграх у Пхьончхані, де за результатами двох танців стали чотирнадцятими. Останнім змаганням сезону став чемпіонат світу, де посіли сімнадцяте місце.
Сезон 2018–19 став одним із найкращих для пари. На чемпіонаті Європи вони стали п'ятими, а на чемпіонаті світу одинадцятими. На домашніх турнірах у Варшаві та Торуні виграли срібні медалі. Також стали призерами турнірів-челенджерів «Golden Spin» (срібна медаль) та «Tallinn Trophy» (бронзова медаль).
Наступний сезон також проводили вдало. Перемогли на Кубку Торуня та Кубку Босфору, виграли срібну медаль турніру-челенджера «Ice Star» та бронзову медаль «Shanghai Trophy». Невдовзі після виступу на чемпіонаті Європи, де вони стали дев'ятими, розпочалася пандемія CIVID-19, через що сезон було завершено.
у 2022 році виступили на Олімпійських іграх у Пекіні. У ритмічному танці пара посіла п'ятнадцятете місце, але у довільному танці виступи невдало, посівши останнє двадцятете місце. За сумою двох танців стали сімнадцятими.

## Програми
(У парі з Наталією Калішек)
| Сезон     | Короткий танець | Довільний танець | Показовий виступ                                                             |
| --------- | --- | --- | ---------------------------------------------------------------------------- |
| 2021–2022 | - Блюз: Quick Musical Doodles вик. Two Feet - Хіп-хоп: Glory вик. The Score                                                                                 | - Heart Cry вик. Perpetual Emotions - Natural вик. Imagine Dragons |                                                                              |
| 2020–2021 | - Квікстеп: Everybody Say Yeah - Фокстрот: Everybody Say Yeah (з Kinky Boots) вик. Сінді Лопер акт. Біллі Портер, Старк Сендс                               | - Heart Cry вик. Perpetual Emotions - Natural вик. Imagine Dragons |                                                                              |
| 2019–2020 | - Квікстеп: Everybody Say Yeah - Фокстрот: Everybody Say Yeah (з Kinky Boots) вик. Сінді Лопер акт. Біллі Портер, Старк Сендс                               | - (I've Had) The Time of My Life вик. Білл Медлі & Дженніфер Варнс (з Брудних танців) - Do You Love Me вик. The Contours                                                       | - I'll Never Love Again з Народження зірки вик. Леді Гага                    |
| 2018–2019 | - Танго: Passion for Tango | - Bout Time вик. Crystalize - I Feel Like I'm Drowning вик. Two Feet - Bout Time вик. Crystalize                                                                               |                                                                              |
| 2017–2018 | - Самба: Despacito вик. Луїс Фонсі - Румба: Deja Vu вик. Прінс Ройс, Шакіра - Сальса: Descarga En Sol Para Tito Puente вик. Алекс Торрес, Los Reyes Latinos | - Young And Beautiful (з Великого Гетсбі) - Swing Break вик. The McMash Clan feat. Кейт Муллінс - No Diggity вик. Minimatic - Maple Leaf Rag вик. Skeewiff]] feat. Томмі Дорсі | - Just Give Me a Reason вик. Pink та Нейт Рюсс                               |
| 2016–2017 | - Блюз: Back to the Dirty Town вик. Блюз Містері - Хіп-хоп: Sax вик. Флер Іст                                                                               | - (I've Had) The Time of My Life вик. Білл Медлі & Дженніфер Варнс (з Брудних танців) - Do You Love Me вик. The Contours                                                       | - All of Me вик. Джон Ледженд - Just Give Me a Reason вик. Pink та Нейт Рюсс |
| 2015–2016 | - Вальс: Rain Waltz вик. Фридерик Шопен - Фокстрот: Tea For Two                                                                                             | - Crystallize |                                                                              |
| 2014–2015 | - Пасодобль: Кіт у чоботях вик. Генрі Джекман | - Phantom of the Opera on Ice вик. Роберто Данова | - Snow вик. Філіп Кіркоров                                                   |

(У парі з Дариною Коротицькою)
| Сезон     | Короткий танець                                                                       | Довільний танець                                  |
| --------- | ------------------------------------------------------------------------------------- | ------------------------------------------------- |
| 2013–2014 | - Квікстеп: Jumpin' Jack вик. Big Bad Voodoo Daddy - Фокстрот: Fever вик. Майкл Бубле | - Rotting Romance вик. Бенні Ріхтер, Марк Теренці |
| 2012–2013 | - Блюз: Come Together вик. Джордж Мартін - Свінг: Dancing Fool вик. Боббі Макферрін   | - Paxi Ni Ngongo (з мюзиклу Дон Жуан)             |

## Спортивні результати
(У парі з Наталією Калішек)
| Міжнародні                             | Міжнародні | Міжнародні | Міжнародні | Міжнародні | Міжнародні | Міжнародні | Міжнародні | Міжнародні |
| Змагання                               | 14–15      | 15–16      | 16–17      | 17–18      | 18–19      | 19–20      | 20–21      | 21–22      |
| -------------------------------------- | ---------- | ---------- | ---------- | ---------- | ---------- | ---------- | ---------- | ---------- |
| Олімпійські ігри                       |            |            |            | 14         |            |            |            | 17         |
| Чемпіонат світу                        | 24         | 16         | 14         | 17         | 11         | C          | 12         | WD         |
| Чемпіонат Європи                       | 14         | 11         | 8          | 10         | 5          | 9          |            | 14         |
| Етап Гран-прі: Кубок Китаю             |            |            | 5          |            |            |            |            |            |
| Етап Гран-прі: Франція                 |            |            |            | 8          |            | 6          |            |            |
| Етап Гран-прі: Трофей NHK              |            |            | 7          |            |            |            |            |            |
| Етап Гран-прі: Кубок Ростелекому       |            |            |            |            | 5          | 4          |            | WD         |
| Етап Гран-прі: Скейт Америка           |            |            |            |            | 6          |            |            | 8          |
| Етап Гран-прі: Скейт Канада            |            |            |            | 9          |            |            |            |            |
| Серія Челенджера: Кубок Австрії        |            |            |            |            |            |            |            | WD         |
| Серія Челенджера: Тройфей Фінляндії    |            |            | 5          | 10         |            |            |            |            |
| Серія Челенджера: Golden Spin          |            |            |            |            | 2          |            |            |            |
| Серія Челенджера: Ice Star             |            |            |            |            |            | 2          |            |            |
| Серія Челенджера: Мордовський орнамент |            | 3          |            |            |            |            |            |            |
| Серія Челенджера: Небелгорн Трофі      |            | 7          |            |            | 8          |            |            |            |
| Серія Челенджера: Онджей Непела Трофі  |            |            | 4          |            |            |            |            |            |
| Серія Челенджера: Таллінн Трофі        |            |            |            | 1          | 3          |            |            |            |
| Серія Челенджера: Кубок Варшави        | 6          | 2          |            |            |            |            | WD         |            |
| Кубок Босфору                          |            |            |            |            |            | 1          |            |            |
| Відкритий чемпіонат Андори             |            | 2          |            |            |            |            |            |            |
| Кубок Санат Клауса                     | 1          |            |            | 3          |            |            |            |            |
| Шанхай Трофі                           |            |            |            |            |            | 3          |            |            |
| Кубок Торуня                           | 3          | 1          | 1          | 1          | 2          | 1          |            |            |
| Кубок Варшави                          |            |            |            |            | 2          |            |            |            |
| Міжнародні юніорські                   |            |            |            |            |            |            |            |            |
| Юніорські чемпіонати світу             | 7          |            |            |            |            |            |            |            |
| Відкритий кубок Вольво                 | 2          |            |            |            |            |            |            |            |
| Національні                            |            |            |            |            |            |            |            |            |
| Чемпіонат Польщі                       | 1          | 1          | 1          | 1          | 1          | 1          | 1          | 1          |

(У парі з Дариною Коротицькою)
| Міжнародні юніорські               | Міжнародні юніорські | Міжнародні юніорські | Міжнародні юніорські |
| Змагання                           | 2011–12              | 2012–13              | 2013–14              |
| ---------------------------------- | -------------------- | -------------------- | -------------------- |
| Юніорський етап Гран-прі: Чехія    |                      |                      | 8                    |
| Юніорський етап Гран-прі: Франція  |                      | 4                    |                      |
| Юніорський етап Гран-прі: Латвія   |                      |                      | 6                    |
| Юніорський етап Гран-прі: Словенія |                      | 5                    |                      |
| Ice Star                           |                      | 2                    |                      |
| Трофей NRW                         | 9                    | 16                   |                      |
| Кубок Санта Клауса                 | 3                    |                      |                      |
| Національні                        |                      |                      |                      |
| Чемпіонат України                  |                      | 3                    |                      |